# Monedas de euro

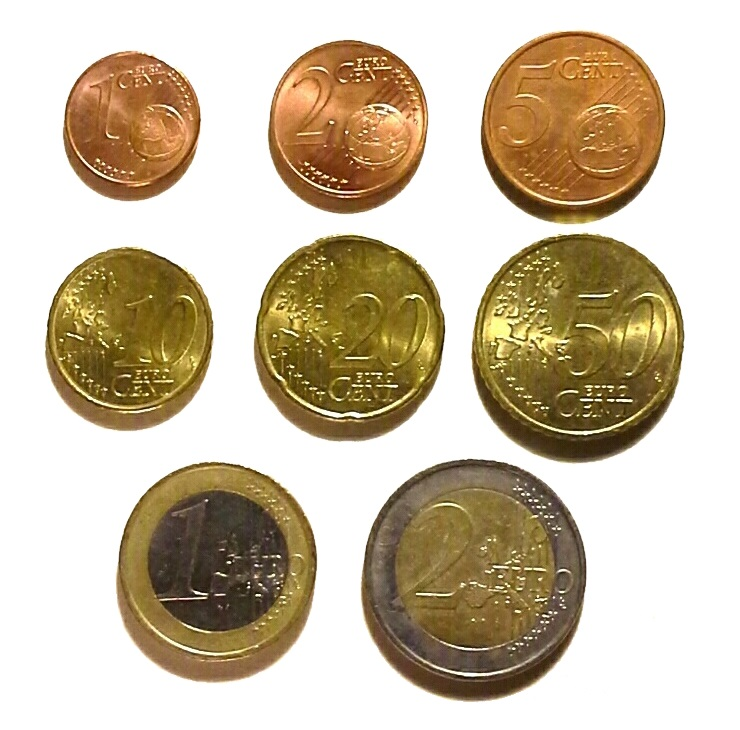
Reverso de las ocho monedas de euro.

Las monedas de euro son las monedas físicas emitidas por los bancos centrales nacionales de cada Estado integrante de la eurozona, a diferencia de los billetes de euro que son emitidos exclusivamente por el Banco Central Europeo (BCE).
Un euro se divide en 100 céntimos de euro, que es la unidad básica de la moneda.
Las denominaciones de las monedas son ocho: 1, 2, 5, 10, 20 y 50 cents y 1 y 2 euros. A diferencia de los billetes de euro, cuya emisión es competencia exclusiva del Banco Central Europeo, en el caso de las monedas la competencia es de los Estados, aunque el diseño de las monedas debe ajustarse a las recomendaciones del Eurosistema y del Eurogrupo. Todas las monedas tienen un reverso común, que muestra el valor de la moneda; y un anverso o lado nacional, que es distinto en cada país emisor. No todos los países emisores poseen cecas que acuñen monedas de euro por lo que, en esos casos, son acuñadas en otros países miembros de la eurozona.
Además, los Estados pueden emitir monedas conmemorativas de 2 euros, válidas en toda la eurozona; así como "monedas de colección", no destinadas a la circulación, acuñadas normalmente en metales preciosos, con un valor nominal y diseño diferente de las destinadas a la circulación, y válidas únicamente en el país emisor.

## Legislación
Según reglamento de la Unión Europea, quedan definidos tres tipos de monedas de euro: monedas destinadas a la circulación, monedas conmemorativas y monedas de colección.
Las «monedas destinadas a la circulación» son las que pertenecen al cono monetario definido para la zona euro y que tienen un diseño común en el reverso y un diseño nacional en el anverso; todas con una composición igual y destinadas a la circulación en toda la zona euro. A partir del año 2004, se permitió la acuñación de las llamadas «monedas conmemorativas», también destinadas a la circulación, pero con diseños que podrían cambiar anualmente y que dependerían de la aprobación del BCE. Estas últimas solo pueden ser acuñadas en formato de moneda de dos euros.
Las de colección están definidas como aquellas que no están destinadas a la circulación y que, para evitar confusiones con las destinadas a la circulación, deben diferir notablemente en dos de tres características (a saber: diámetro, peso y color). Suelen acuñarse en metales preciosos, aunque esto no es obligatorio. Estas monedas de colección solo son de curso legal en el país que las emite. No obstante, al ser destinadas a colección y con tiradas limitadas, no se utilizan como moneda de curso legal.

## Emisión ordinaria
El Consejo de Asuntos Económicos y Financieros de la Unión Europea (ECOFIN), acordó en 1996 que habría diseños nacionales distintivos en el anverso de las monedas en euros destinadas a la circulación y un diseño común para todos los países en el reverso. Posteriormente, los Estados miembros también acordaron que en los anversos nacionales habría doce estrellas alrededor del diseño, con el fin de facilitar el reconocimiento por el público en general.
| Denominación | Valor  | Color principal | Color principal     | Color secundario | Color secundario    | Diámetro | Grosor  | Peso   | Composición                                                                  | Forma         | Canto                                                                      | Tema reverso común       |
| ------------ | ------ | --------------- | ------------------- | ---------------- | ------------------- | -------- | ------- | ------ | ---------------------------------------------------------------------------- | ------------- | -------------------------------------------------------------------------- | ------------------------ |
| 1 céntimo    | 0,01 € |                 | Cobre               |                  |                     | 16,25 mm | 1,67 mm | 2,30 g | Acero recubierto de cobre                                                    | Redonda       | Liso                                                                       | Europa en el mundo       |
| 2 céntimos   | 0,02 € |                 | Cobre               |                  |                     | 18,75 mm | 1,67 mm | 3,06 g | Acero recubierto de cobre                                                    | Redonda       | Liso con ranura                                                            | Europa en el mundo       |
| 5 céntimos   | 0,05 € |                 | Cobre               |                  |                     | 21,25 mm | 1,67 mm | 3,92 g | Acero recubierto de cobre                                                    | Redonda       | Liso                                                                       | Europa en el mundo       |
| 10 céntimos  | 0,10 € |                 | Dorado              |                  |                     | 19,75 mm | 1,93 mm | 4,10 g | Oro nórdico                                                                  | Redonda       | Festoneado (ondulado)                                                      | Congregación de naciones |
| 20 céntimos  | 0,20 € |                 | Dorado              |                  |                     | 22,25 mm | 2,14 mm | 5,74 g | Oro nórdico                                                                  | Flor española | Liso                                                                       | Congregación de naciones |
| 50 céntimos  | 0,50 € |                 | Dorado              |                  |                     | 24,25 mm | 2,38 mm | 7,80 g | Oro nórdico                                                                  | Redonda       | Festoneado (ondulado)                                                      | Congregación de naciones |
| 1 euro       | 1,00 € |                 | Plateado (interior) |                  | Dorado (exterior)   | 23,25 mm | 2,33 mm | 7,50 g | Interior (3 capas): cuproníquel, níquel, cuproníquel Exterior: níquel-latón  | Redonda       | Estriado discontinuo (3 grupos de estriado fino entre 3 segmentos lisos)   | Europa sin fronteras     |
| 2 euros      | 2,00 € |                 | Dorado (interior)   |                  | Plateado (exterior) | 25,75 mm | 2,20 mm | 8,50 g | Interior (3 capas): níquel-latón, níquel, latón-níquel Exterior: cuproníquel | Redonda       | Grabado y estriado con una leyenda diferente para cada país (Ver leyendas) | Europa sin fronteras     |

### Diseños originarios (lado común)
El Consejo de Asuntos Económicos y Financieros de la Unión Europea (ECOFIN) decidió en una reunión informal celebrada en Verona en la primavera de 1996 que las monedas en euros tendrían una cara común, igual para todos los países que se integraran en la Unión Económica y Monetaria (UEM), y una cara nacional específica para cada uno de ellos. Se encargó un informe técnico a los directores de las fábricas de moneda de la Unión Europea sobre las especificaciones de las futuras monedas y, tras escuchar las recomendaciones de los expertos y de las organizaciones de consumidores, se decidió que en las monedas en euros existiría una relación directa entre el tamaño y el valor nominal. Además las monedas serían distinguibles también por su color.
El concurso de diseño, en el que participaron todos los Estados miembros salvo Dinamarca, limitó los temas de la competición a tres: arquitectura, diseño abstracto y elementos de la identidad europea. Los diseños debían tener una única norma: debían aparecer tanto el nombre oﬁcial de la moneda —«euro» para los euros y «euro cent» para los céntimos— como, lógicamente, la denominación.
El 13 de marzo de 1997, un jurado europeo seleccionó 9 de las 36 serie presentadas por los Estados miembros. El 8 de junio, el Consejo de Asuntos Económicos y Financieros de la Unión Europea (ECOFIN) en Luxemburgo seleccionó la serie ganadora, pero no se hizo pública hasta el Consejo Europeo del 16/17 de junio de 1997 celebrado en Ámsterdam. En él se anunció el proyecto definitivo formado por tres bocetos realizados por Luc Luycx (monograma: LL), diseñador de la fábrica de la moneda belga, cuya propuesta estaba formada por tres representaciones distintas del mapa de Europa con las 12 estrellas de la Unión Europea de fondo.
El grabador belga ganó por una aplastante mayoría: el 64 % de los entrevistados votó su diseño de entre los 9 candidatos. En su victoria tuvo especial relevancia la elección de unos motivos para las monedas euro que reforzaran la identidad europea; no en vano, de entre los nueve diseños ﬁnalistas, el suyo es el único en el que aparece un mapa de Europa.
En 1998, el Consejo aprobó el reglamento 975/98 con los valores nominales y las especificaciones técnicas de las monedas en euros destinadas a la circulación.
Las monedas presentan a la Unión Europea de diferentes formas con las 12 estrellas de fondo. Las monedas de 1, 2 y 5 céntimos son de acero recubierto de cobre e indican el lugar de Europa en el mundo (aparece Europa con África y Asia en el globo terráqueo); las monedas de 10, 20 y 50 céntimos son de oro nórdico y presentan a la Unión como una congregación de naciones (aparecen los países que formaban la Unión Europea en ese momento); y finalmente las monedas de 1 y 2 euros son bimetálicas y muestran una Europa sin fronteras (aparece el mapa de la Unión Europea sin las fronteras de los estados).
El año de acuñación aparece mostrado en las monedas desde 1999 cuando el euro fue formalmente establecido, pero solo en la monedas de Bélgica, España, Finlandia, Francia y Países Bajos. En Mónaco aparece desde 2001, y en los restantes países (Austria, Alemania, Ciudad del Vaticano, Grecia, Irlanda, Italia, Luxemburgo, Portugal y San Marino) desde 2002.

### Cambios de diseño (lado común)
Inicialmente no existía ninguna legislación en la que se hubiera pensado el cambio de la cara común del euro, por lo que cualquier cambio propuesto debería pasar por una votación en el Consejo Europeo.
El diseño original de Luc Luycx tenía un problema: aparecían todos los países que componían la Unión Europea en 1997 (lo que se conocía como la Europa de los Quince), pero la Unión sufrió varias ampliaciones desde entonces. Ninguno de los nuevos países usaba el euro, así que en principio no importaba en exceso que no estuvieran reflejados en las monedas. Pero en el año 2007, Eslovenia se incorporó a la eurozona y no aparecía en el mapa europeo de Luc Luycx. Por ello, desde el 1 de enero de 2007 (desde 2008 en Austria, Ciudad del Vaticano, Italia, Portugal y San Marino), se introdujo un nuevo diseño para las monedas desde 10 céntimos hasta 2 euros, en el que aparece, sin fronteras, toda Europa (excepto Islandia) y no solo la Unión Europea. En las monedas conmemorativas de 2 euros el cambio fue en 2007 en todos los países. Malta, dado su pequeño tamaño, tuvo que ser representada de manera sobredimensionada; mientras que Chipre fue desplazada al oeste respecto a su situación geográfica real para poder ser representada. Al poner un mapa de Europa completa y no solo de la Unión Europea, ya no es necesario realizar nuevas modificaciones de diseño en caso de ampliación de la Unión Europea.
En cuanto a las monedas de 1, 2 y 5 céntimos, no cambiaron puesto que en teoría mostraban a Europa en relación con el resto del mundo. Sin embargo, se puede ver como la antigua Europa de los Quince aparece remarcada respecto al resto de Europa.
De cualquier modo, todas las monedas acuñadas con anterioridad siguen siendo válidas.

### Diseños originarios (lado nacional)
Cada país está autorizado a diseñar su propia cara nacional, pero no libremente, sino con una serie de restricciones.
Los criterios utilizados por los estados difieren de uno a otro. Así, por ejemplo, algunos estados como Italia eligieron un motivo diferente para cada moneda, mientras que otros como Bélgica eligieron la efigie de su rey como motivo en la cara nacional de todas sus monedas. En el caso de Alemania, Francia o España, eligieron un motivo diferente para cada una de las 3 series de monedas: monedas de 1, 2 y 5 céntimos; monedas de 10, 20 y 50 céntimos; y monedas de 1 y 2 euros. 
Aunque no son miembros de la Unión Europea, Ciudad del Vaticano, Mónaco y San Marino (y Andorra desde 2014) tienen sus propias monedas de euro con sus respectivos diseños nacionales. Inicialmente, las autoridades no ponían en circulación un número considerable de estas monedas, sino que las vendían a los coleccionistas a precios superiores a su valor nominal. Debido a esto, en 2012, un reglamento estableció que: "Una pequeña proporción, no superior al 5 % del valor y del volumen neto acumulado total de las monedas en circulación emitidas por el Estado miembro, teniendo en cuenta únicamente los años con emisión neta positiva, podrá comercializarse por encima del valor nominal, si así lo justifica una calidad especial, un embalaje especial o cualquier otro servicio adicional prestado".

### Variaciones de diseño (lado nacional)
Las regulaciones europeas sobre las monedas de euro han ido cambiando a lo largo de la historia del euro, haciéndose más estrictas en algunos aspectos, y obligando a algunos países a modificar sus caras nacionales para adaptarlas a las nuevas normas.
Aunque en un principio el diseño de las caras nacionales no se podía cambiar, en 2003 se acordó la posibilidad de cambiar la cara nacional cuando cambie el jefe de Estado cuya efigie figure en la moneda. Las primeras monedas en aplicar este cambio fueron las monedas de euro de Ciudad del Vaticano y Mónaco, ya que los jefes de Estado Juan Pablo II y Rainiero III de Mónaco fallecieron en 2005 y las monedas fueron modificadas en 2006.
En 2005 se aprueba una recomendación sobre el diseño de las caras nacionales:
- Las caras nacionales de todas las denominaciones de las monedas en euros deberán llevar una indicación del Estado miembro emisor, consistente en el nombre de dicho Estado miembro o en una abreviatura del mismo.
- La cara nacional no deberá repetir ninguna indicación de la denominación de la moneda, o de partes de la misma, ni el nombre de la moneda única o su unidad fraccionaria, a menos que dicha indicación se derive del empleo de un alfabeto diferente. La leyenda grabada en el canto de la moneda de 2 euros puede llevar una indicación de la denominación a condición de que se emplee únicamente la cifra «2» y/o la palabra «euro».

De acuerdo a dicha recomendación, Alemania, Austria, Bélgica, Finlandia y Grecia debían adaptar el diseño de sus monedas, aunque estas recomendaciones no eran aplicables retroactivamente y solo eran aplicables en caso de que no se cambiara el diseño de las caras nacionales. No obstante, Finlandia optó por adaptarse a dicha recomendación en 2007 y Bélgica en 2008, introduciendo en ambos casos las abreviaturas que identifican al país. Alemania, Austria y Grecia todavía tienen pendiente introducir la identificación del país en sus monedas. Además, Austria debe retirar las denominaciones que aparecen en su lado nacional.
En 2008 se aprueba una nueva recomendación europea en la que se amplían nuevamente las restricciones en el diseño de las caras nacionales:
- En la cara nacional deben figurar las doce estrellas europeas, que han de rodear por completo el diseño nacional, incluida la indicación del año de emisión y la del nombre del Estado miembro emisor. Las estrellas europeas deben representarse del mismo modo en que figuran en la bandera europea.
- Los diseños utilizados en las caras nacionales no deben modificarse, salvo en el caso de que se produzca un cambio del jefe del Estado al que hagan referencia. No obstante, se autoriza a los Estados a actualizar cada quince años el diseño de las monedas en euros en las que figure la efigie del jefe del Estado, atendiendo al cambio de apariencia de dicho jefe de Estado. El hecho de que la Jefatura del Estado quede vacante de manera temporal o sea ocupada con carácter provisional no da derecho a que se modifiquen las caras nacionales de las monedas normales en euros; en su lugar se permitirá la emisión de una moneda conmemorativa de 2 €.

De acuerdo a dicha recomendación, Eslovenia, España, Francia, Grecia, Luxemburgo y Países Bajos debían adaptar el diseño de sus monedas, aunque esto no afectaba a no ser que se cambiara el diseño de las caras nacionales. Bélgica ya había corregido el diseño de las estrellas en las monedas emitidas en 2008, cuando adaptó el diseño de sus monedas a la recomendación de 2005. Sin embargo, aprovechó el cambio de diseño para actualizar la imagen del entonces rey Alberto II, lo que contradecía la segunda restricción. Debido a ello, en 2009 tuvieron que volver a usar la imagen antigua del rey. España optó por adaptarse a dicha recomendación en 2010. Países Bajos lo hizo en 2014, coincidiendo con el cambio en la efigie del jefe del Estado; y Francia pasó a cumplir la recomendación en 2022 tras el cambio de diseño que hizo en las monedas de 1 y 2 euros, en las cuales el año estaba hasta entonces intercalado entre las estrellas de la Unión. Eslovenia, Grecia y Luxemburgo todavía no han adaptado sus diseños.
Un caso especial es el de Ciudad del Vaticano, donde al morir un papa, el Estado pasa a un gobierno provisional llamado «Sede Vacante» donde el camarlengo es la autoridad oficial hasta la nueva elección. Así, se emitieron dos series de monedas distintas tras la muerte de Juan Pablo II, una de la Sede Vacante y otra de Benedicto XVI. Debido a la nueva recomendación, tras la renuncia del papa Benedicto XVI en 2013 y la consiguiente «Sede Vacante», solo se pudo acuñar una moneda conmemorativa de 2 euros.
En 2012, se aprobó un reglamento en el que, con carácter vinculante, se concretaban las restricciones anteriores. Sus aspectos más destacados eran:
- En la cara nacional de las monedas destinadas a la circulación no se repetirán la indicación del valor nominal de la moneda ni parte alguna de dicho valor. No se repetirán el nombre de la moneda única ni su subdivisión, a menos que dicha indicación se deba al uso de un alfabeto distinto. No obstante, la leyenda grabada en el canto de la moneda de 2 euros podrá llevar una indicación del valor nominal, a condición de que se emplee únicamente la cifra "2" o la palabra "euro", o ambas, en el alfabeto pertinente.
- Las caras nacionales de todos los valores nominales de las monedas destinadas a la circulación llevarán una indicación del Estado miembro emisor, consistente en el nombre de dicho Estado miembro o en una abreviatura del mismo.
- En la cara nacional de las monedas destinadas a la circulación figurará un círculo de 12 estrellas, que rodeará por completo el diseño nacional, incluida la indicación del año de emisión y la del nombre del Estado miembro emisor. Ello no impedirá que algunos elementos del diseño se extiendan más allá del círculo de estrellas, a condición de que las estrellas sean totalmente visibles. Las 12 estrellas se representarán del mismo modo en que figuran en la bandera de la Unión.
- Los diseños utilizados en las caras nacionales de las monedas normales únicamente podrán modificarse cada quince años, sin perjuicio de las modificaciones necesarias para evitar la falsificación de la moneda. Sin perjuicio de lo anterior, los diseños utilizados para las caras nacionales de las monedas normales podrán modificarse en caso de se produzca un cambio del Jefe del Estado al que hagan referencia. No obstante, el hecho de que la Jefatura del Estado quede vacante de manera temporal o sea ocupada con carácter provisional no dará ningún derecho adicional a tal modificación.
- Los Estados miembros emisores actualizarán las caras nacionales de las monedas normales a fin de dar pleno cumplimiento a lo dispuesto en el presente Reglamento a más tardar el 20 de junio de 2062.

En 2014, se aprobó un nuevo reglamento relativo a las monedas de euro. En él, no se establecieron cambios relativos a lo mencionado anteriormente.
Por lo tanto, a fecha de hoy (principios de 2025), Austria, Alemania y Grecia aún deben incluir una indicación del Estado miembro emisor. Por otro lado, Eslovenia, Grecia y Luxemburgo tienen que cumplir con la regla de las estrellas. Finalmente, Austria debe eliminar las denominaciones que se encuentran en la cara nacional de sus monedas de euro.
Hay que tener en cuenta que lo anterior se refiere a las monedas "normales" ya que, en el caso de las monedas conmemorativas de dos euros, se cumple con lo mencionado en todas la monedas desde 2013. Ello se debe a que cada una de dichas monedas supone una variación en el diseño, mientras que, como se ha mencionado, a las monedas "normales" no les afectaba a no ser que se cambiara el diseño de las caras nacionales, teniendo de plazo para adecuarse hasta el 20 de junio de 2062 en el caso de que no se hubiera cambiado el diseño antes.
Finalmente, hay que tener también en cuenta que los distintos Estados deben informarse mutuamente de los bocetos de los nuevos diseños (tanto de las monedas "normales" como de las monedas conmemorativas de dos euros) así como al Consejo Europeo y a la Comisión Europea, la cual deberá dar su visto bueno. Una consecuencia de lo anterior fue que el diseño inicial de las monedas de Andorra de 10, 20 y 50 céntimos no obtuvo el visto bueno de la Unión Europea por considerar que la imagen del Pantocrátor de San Martí de la Cortinada, incluido en esas monedas, rompía el principio de neutralidad en materia de creencias religiosas. Finalmente se eliminó la imagen del religioso en el diseño definitivo de esas monedas. Otro caso relacionado con esto fue la moneda conmemorativa de dos euros que planeaba emitir Bélgica en 2015 sobre los 200 años de la Batalla de Waterloo, lo que causó las quejas de Francia y la renuncia por parte de Bélgica a emitir tal moneda. Sin embargo, Bélgica emitió una moneda de colección de 2,50 euros aprovechándose que dichas monedas no se someten a la información previa de sus bocetos.

### Las distintas monedas existentes
Las monedas de cada denominación:
- Moneda de un céntimo de euro
- Moneda de dos céntimos de euro
- Moneda de cinco céntimos de euro
- Moneda de diez céntimos de euro
- Moneda de veinte céntimos de euro
- Moneda de cincuenta céntimos de euro
- Moneda de un euro
- Moneda de dos euros
- Monedas conmemorativas de 2 euros

Las monedas de cada país individual:
- Monedas de euro de Alemania
- Monedas de euro de Andorra
- Monedas de euro de Austria
- Monedas de euro de Bélgica
- Monedas de euro de Chipre
- Monedas de euro de Croacia
- Monedas de euro de Eslovaquia
- Monedas de euro de Eslovenia
- Monedas de euro de España
- Monedas de euro de Estonia
- Monedas de euro de Finlandia
- Monedas de euro de Francia
- Monedas de euro de Grecia
- Monedas de euro de Irlanda
- Monedas de euro de Italia
- Monedas de euro de Letonia
- Monedas de euro de Lituania
- Monedas de euro de Luxemburgo
- Monedas de euro de Malta
- Monedas de euro de Mónaco
- Monedas de euro de los Países Bajos
- Monedas de euro de Portugal
- Monedas de euro de San Marino
- Monedas de euro del Vaticano

## Emisión de monedas conmemorativas
Desde 2004, los países pueden acuñar monedas conmemorativas de 2 euros. Grecia fue el primer país en adoptar la normativa de emisión de monedas conmemorativas, emitiendo el 14 de mayo de 2004 la primera acuñación conmemorativa de una moneda de 2 euros sobre los Juegos Olímpicos de Atenas 2004. Estas monedas solo pueden variar las caras nacionales manteniendo siempre la cara común, debiendo además respetar las especificaciones de diseño establecidas para todas las monedas de euro.
Las monedas conmemorativas son monedas destinadas a la circulación y son de curso legal en toda la zona del euro. Cumplen las siguientes condiciones:
- Tienen una cara nacional diferente de la habitual y mantienen la cara común.
- Solo pueden ser de 2 euros.
- Se permite a cada Estado miembro la emisión de hasta dos monedas conmemorativas por año. De forma excepcional, puede emitir una tercera, siempre que se trate de una emisión conjunta que conmemore acontecimientos de importancia en el ámbito europeo.
- Tienen limitado el volumen máximo de emisión.
- Se destinan a conmemorar algún acontecimiento o personalidad.[16]

## Emisión de monedas de colección
Desde enero de 2004, se denominan monedas de colección en euros aquellas que no están destinadas a la circulación, acuñadas normalmente en metales preciosos, con un valor nominal y diseño diferente de las destinadas a la circulación. Además, deben diferir perceptiblemente de las que circulan en, al menos, dos de las siguientes tres características: color, peso y diámetro; y no tendrán un canto perfilado con festón fino ni forma de “flor española”.
La acuñación de este tipo de monedas (normalmente, de plata u oro) es un legado de las anteriores prácticas en cada país; y tienen la peculiaridad de que no tienen curso legal en toda la eurozona, sino solo en el país donde fue acuñada. De esta manera, una moneda de 10 euros conmemorativos de Finlandia no puede ser usada en los Países Bajos, por ejemplo.
Estas monedas no están pensadas para usarse en pagos (aunque pueden utilizarse para ello), ya que su valor de venta por la casa de moneda correspondiente excede a su valor nominal. No obstante, hay casos como las monedas españolas de plata de 12 (hasta 2010), 20 (2010-2011), 30 (2012-2021) y 40 (desde 2022) euros en los que se pueden adquirir monedas de este tipo por su valor nominal.

## Euros de prueba
Entidades privadas (como la International Numismatic Agency del Reino Unido o Europ-Mint en Suiza) realizan monedas de euros de prueba para ser vendidos a coleccionistas. Estas monedas incluyen diseños de países y territorios europeos, y no tienen curso legal.